# Maria Malibran

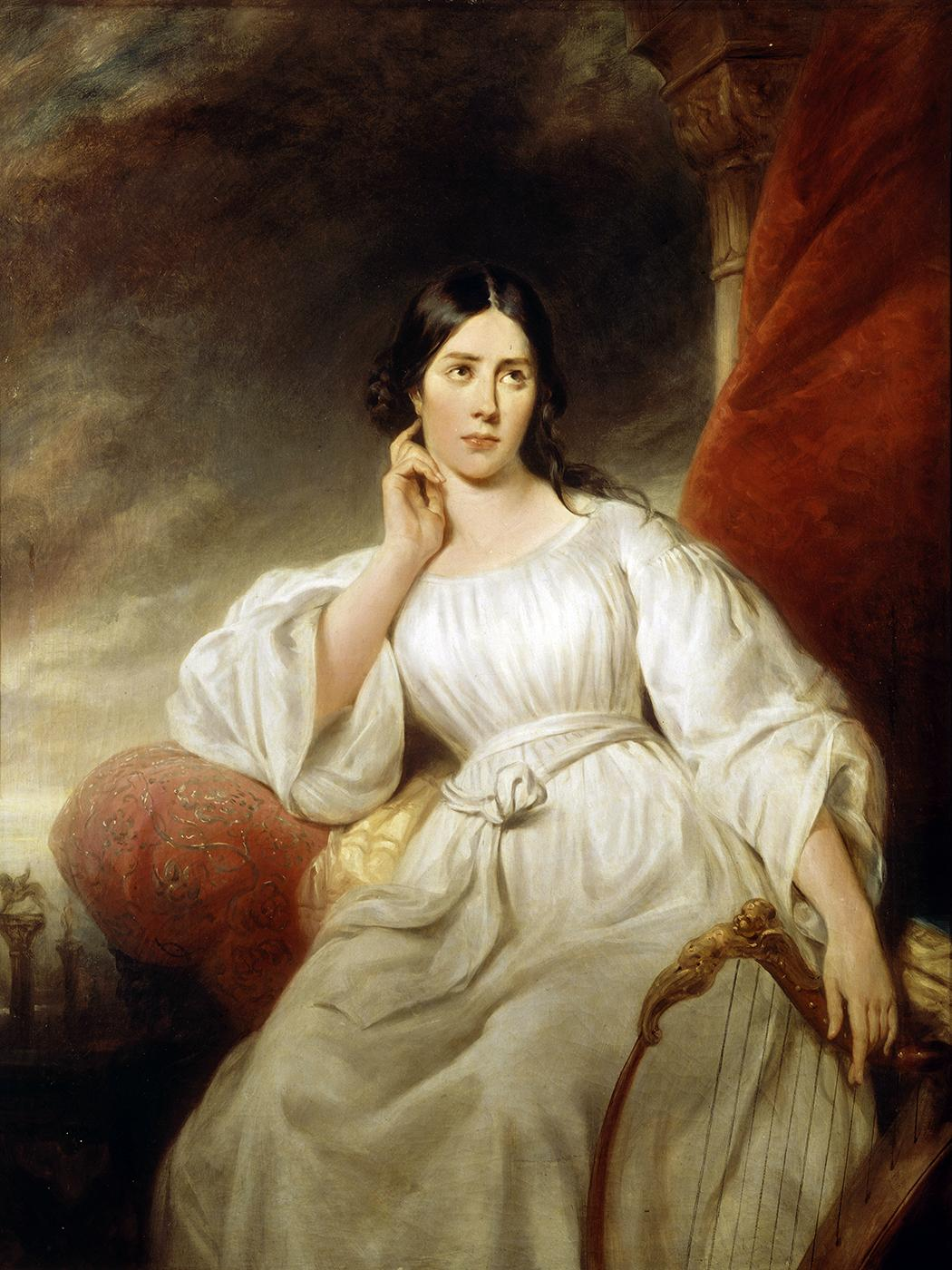
Maria Malibran als Desdemona in Rossinis Otello. Gemälde von Henri Decaisne im Musée Carnavalet, Paris

María Felicia García Siches, verheiratete Malibran und De Bériot, bekannt als Maria Malibran (* 24. März 1808 in Paris, Frankreich; † 23. September 1836 in Manchester, England), war eine spanische Opernsängerin (Mezzosopran, „sopran-e-contralto“) und Komponistin, die vor allem in Bühnenwerken von Gioachino Rossini und Vincenzo Bellini brillierte. Außergewöhnliche vokale Qualitäten, eine exzeptionelle Virtuosität und ihre betont leidenschaftlichen und originellen Darstellungen – aber auch persönlicher Charme und ihr früher tragischer Tod –, machten sie zu einer gefeierten und legendären Figur der Operngeschichte. Sie war die Schwester des einflussreichen Musikpädagogen Manuel Patricio Rodríguez García und der dreizehn Jahre jüngeren Sängerin Pauline Viardot-García.

## Leben und künstlerisches Wirken

### Kindheit und Jugend

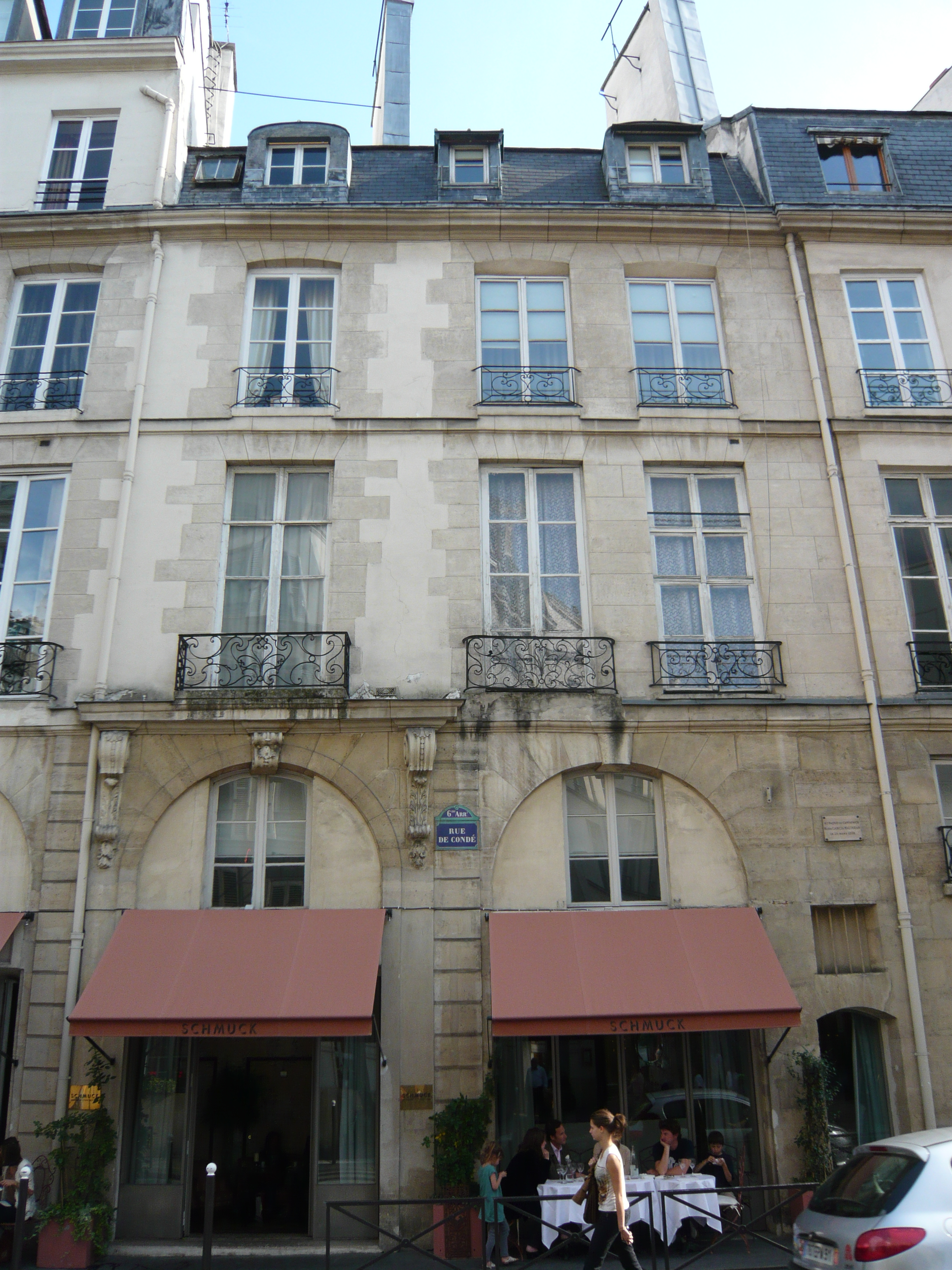
Geburtshaus der Maria Malibran in der Rue de Condé, Paris

Als Tochter einer spanischen Musikerfamilie lernte María Felicia in ihrer Kindheit und Jugend eine Art von künstlerischem Nomadenleben kennen, das sie durch halb Europa und bis nach Amerika führte. Neben ihrer Muttersprache Spanisch lernte sie dadurch schon früh Französisch, Italienisch und Englisch. Sie war die Tochter des berühmten spanischen Tenors, Komponisten und (späteren) Gesangspädagogen Manuel del Pópulo Vicente García und der Sopranistin Joaquina Siches, genannt La Briones. Zur Zeit ihrer Geburt bis 1811 lebte die Familie in Paris, wo ihr Vater seit kurzem an der Opéra buffa, später auch am Théâtre-Italien engagiert war. Von 1811 bis 1816 wuchs sie in Italien, in Neapel und Rom, auf.
Bereits mit fünf Jahren, am 28. November 1813, übernahm sie am Teatro San Carlo in Neapel eine kleine stumme Kinderrolle in Giovanni Simone Mayrs erfolgreicher Oper Medea in Corinto, neben ihrem Vater als Egeo und der berühmten Isabella Colbran in der Titelrolle.

Durch ihren Vater lernte sie auch Rossini kennen, den sie als Achtjährige nach dem anfänglichen Misserfolg seines Barbiere di Siviglia (Rom, 1816) „getröstet“ haben soll. In Neapel stand sie im selben Jahr 1816 wieder neben ihrem Vater auf der Opernbühne, in einer kleinen Kinderrolle in Ferdinando Paërs Agnese.
In den folgenden Jahren lebte sie mit ihrer Familie abwechselnd in Paris (1816–18, 1819–23) und London (1816, 1818–19, 1823–25). María Felicia lernte zunächst Gesang bei ihrem Vater, der extrem streng mit ihr gewesen sein soll. Andere Lehrer waren Ferdinand Hérold und Auguste Panseron.

### 1825–1827: Frühe Karriere
Ihr eigentliches Debüt gab sie mit siebzehn Jahren am 11. Juni 1825 am Londoner King’s Theatre als Rosina in Rossinis Il barbiere di Siviglia, wobei sie ganz kurzfristig für eine andere Sängerin einsprang; ihr Vater sang dabei den Grafen Almaviva, den er schon in der Uraufführung der Oper gesungen hatte. Maria hatte sofort einen geradezu sensationellen Erfolg. Kurz darauf sang sie auch die Felicia in Meyerbeers Il crociato in Egitto – neben dem „letzten“ Kastraten Giovanni Battista Velluti. Sie wurde auch zum Festival von York eingeladen und sang dort Arien aus Händels Messias und Haydns Schöpfung.
Bereits im Oktober des Jahres ging ihre Familie zusammen mit einigen anderen Sängern nach New York, wo sie die ersten waren, die das amerikanische Publikum mit der italienischen Oper bekannt machten. Maria war dabei die bejubelte Primadonna im Barbiere und in mehreren anderen Rossini-Opern (Otello, La Cenerentola und Il turco in Italia) und sang die Titelrolle im Tancredi. Sie trat außerdem in zwei Opern ihres Vaters auf und sang die Zerlina in der amerikanischen Erstaufführung von Mozarts Don Giovanni (23. Mai 1826); hinzu kamen zahlreiche Konzerte.
In New York lernte Maria den 27 Jahre älteren Bankier (oder Kaufmann ?) François Eugène Malibran (1781–1836) kennen, den sie anscheinend etwas überstürzt am 23. März 1826 heiratete; vorübergehend zog sie sich sogar von der Bühne zurück. Nur wenige Monate nach ihrer Hochzeit ging ihr Ehemann bankrott. Während ihre Familie bereits nach Mexiko weitergereist war, trennte sie sich Ende 1827 von ihrem Gatten und ging zurück nach Europa.

### 1828–1832: Paris und London

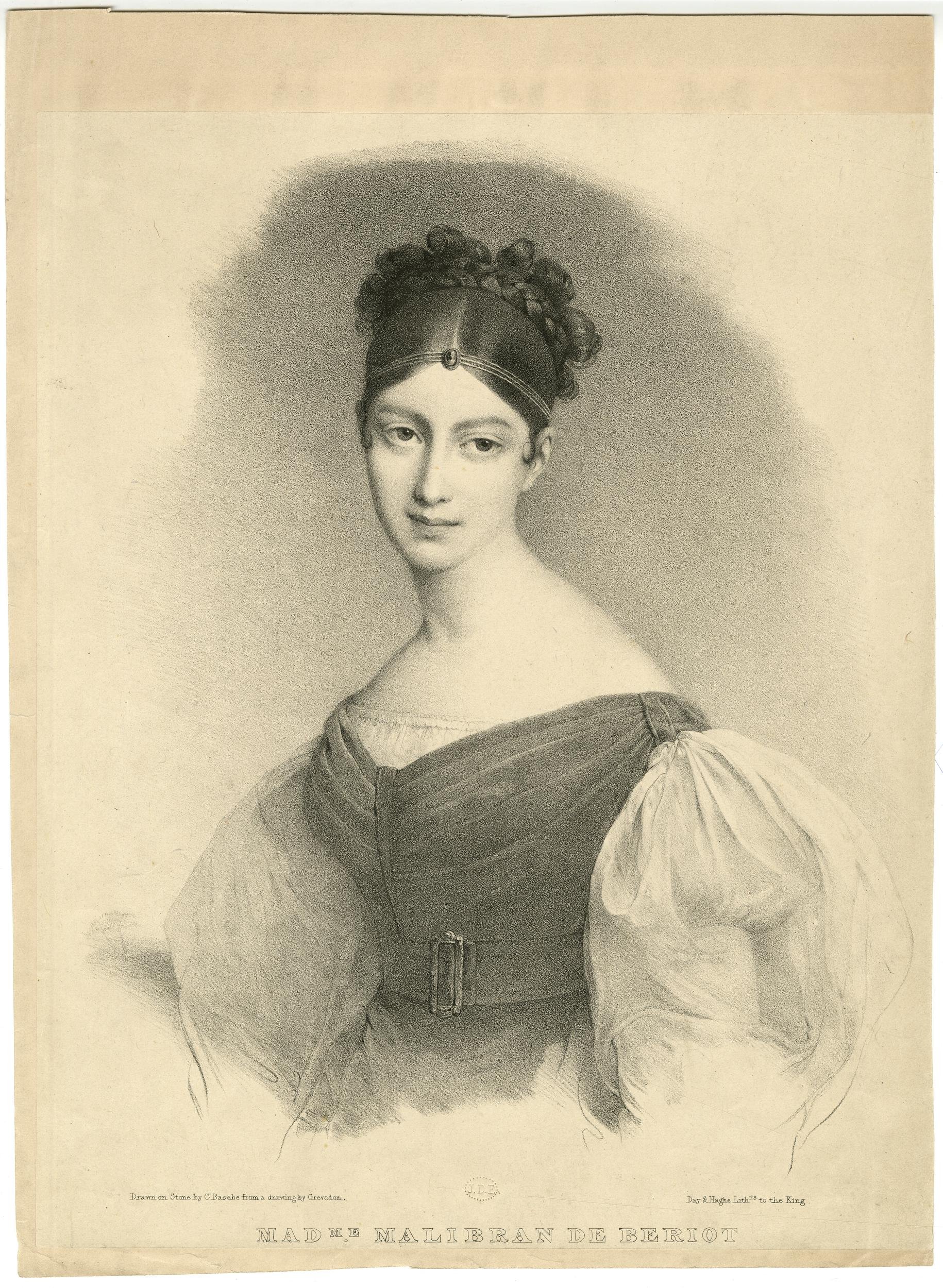
Maria Malibran

In Paris debütierte sie 1828 am Théâtre-Italien in der Titelrolle von Rossinis Semiramide und, obwohl es durchaus auch Kritik gab, erntete sie für ihre Darbietung laut Fétis einen solch donnernden „Applaus wie man ihn noch nie zuvor gehört hatte“. Man bot ihr daraufhin einen extrem vorteilhaften Vertrag an und in den nächsten vier Jahren war sie der umschwärmte Star von Paris. Ihre Interpretationen wurden immer besser und als neuartig und bahnbrechend empfunden. Kein Geringerer als Frédéric Chopin bezeichnete sie als „Wunder“. Noch im Jahr 1828 komponierte Halévy für sie seine Oper Clari. Zu dem von ihr gesungenen Repertoire gehörten neben den Rossini-Opern Otello, Tancredi, La gazza ladra, La Cenerentola und Il Barbiere auch der Romeo in Zingarellis Giulietta e Romeo, sowie Fidalma in Cimarosas Il matrimonio segreto. Besonders berühmt war sie als Desdemona im Otello: Ihr melancholischer Ausdruck während der Romanze im dritten Akt soll derart echt gewesen sein, dass sie die Menschen zum Weinen bringen konnte. Nicht zufällig ließ sie sich in dieser Rolle auch von Henri Decaisne porträtieren.
Daneben gastierte die Malibran regelmäßig in London, wo sie zuerst 1829 am King’s Theatre einen „kolossalen“ Erfolg als Desdemona und als Cenerentola hatte. In London (und später auch in Paris) trat sie in Konkurrenz zu Henriette Sontag, da jedoch beide Sängerinnen exzellent, aber stimmlich und vom künstlerischen Temperament vollkommen verschieden waren, wurden beide als Publikumslieblinge gefeiert, oft zusammen in derselben Oper. Im Juni 1830 sang die Malibran am Theatre Royal Covent Garden den Romeo in Nicola Vaccais Romeo e Giulietta. Laut FitzLyon soll sie in London bei allem Enthusiasmus nicht ganz den „Kultstatus“ erreicht haben wie in Paris.
Um dieselbe Zeit verliebte sie sich in den belgischen Geiger und Komponisten Charles-Auguste de Bériot (1802–1870) und, da die Scheidung ihrer Ehe mit Malibran sich jahrelang hinzog, lebte sie mit Bériot in „wilder Ehe“ zusammen, abwechselnd bei Paris oder in einem gemeinsamen Haus bei Brüssel, wo seit dem Tode von Marias Vater im Jahr 1832 auch ihre Mutter und Schwester wohnten. 1833 ging aus ihrer Verbindung mit Bériot ein Sohn hervor, Charles-Wilfrid de Bériot (1833–1914), der spätere Pianist und Lehrer von Maurice Ravel.
Ihre private Situation wurde durch den Umstand verkompliziert, dass ihr erster Mann Malibran inzwischen in Paris auftauchte und finanzielle Forderungen stellte. Der daraus resultierende gesellschaftliche Skandal in Kombination mit enttäuschten Publikumsreaktionen wegen Malibrans häufiger Indispositionen führten dazu, dass sie ab 1832 nicht mehr in der französischen Hauptstadt auftrat. Stattdessen begab sie sich nach Italien – laut Fétis in Begleitung des berühmten Bassisten Luigi Lablache, der vor einer Cholera-Epidemie floh, die im Sommer 1832 Paris heimsuchte.

### 1832–1836: Italien und London

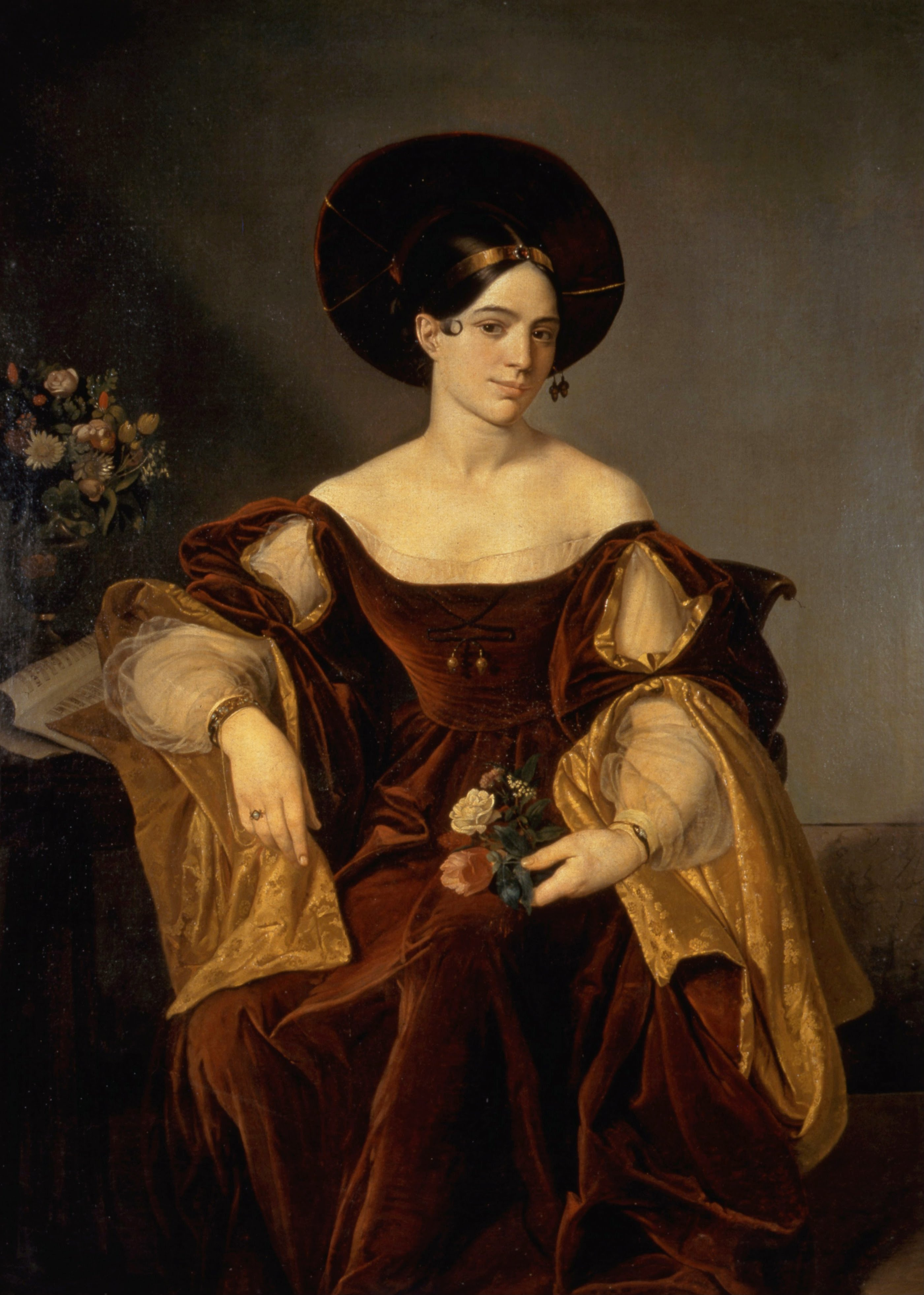
Maria Malibran, Ölgemälde von Luigi Pedrazzi

Ihr italienisches Debüt feierte sie im Teatro Valle in Rom am 30. Juni 1832 in ihrer Paraderolle als Desdemona in Rossinis Otello, die sie auch fünf Wochen später in Neapel am Teatro del Fondo sang. Die Malibran versetzte das italienische Publikum in einen wahren Rausch. Es folgten Aufführungen am Teatro San Carlo in ihrem üblichen Rossini-Repertoire, außerdem Auftritte in Bologna. In Italien sang sie nun auch zum ersten Mal und mit größtem Erfolg die moderneren, romantischen Partien von Bellini, namentlich die Amina in La sonnambula und die Titelpartie in Norma, in denen sie wegen ihrer intensiv emotionalen und authentischen Darbietungen enthusiastisch gefeiert wurde. Sie fügte ihrem Repertoire außerdem den Romeo in I Capuleti e i Montecchi hinzu, wobei sie Bellinis Schlussszene manchmal gegen diejenige aus Vaccais Giulietta e Romeo ersetzte.
1833 machte die Malibran einen kurzen „Abstecher“ zurück nach London, um dort im Mai–Juni am Drury Lane in englischsprachigen Aufführungen von La Sonnambula zu singen. Dabei lernte sie Bellini persönlich kennen und freundete sich mit ihm an.
Ende desselben Jahres war sie wieder am San Carlo in Neapel und trat dort in ihren Rossini- und Bellini-Partien auf. Außerdem sang sie in Uraufführungen von Opern Giovanni Pacinis und Carlo Coccias (siehe unten: Rollen für M. Malibran). Am 15. Mai 1834 debütierte sie mit triumphalem Erfolg am Teatro alla Scala in Mailand als Norma, am selben Theater, wo diese Oper wenige Jahre zuvor mit Giuditta Pasta uraufgeführt worden war. Es folgten Gastspiele in den Opernhäusern von Senigallia und Lucca.

Am Teatro San Carlo in Neapel verkörperte sie am 27. Januar 1835 die tragische Titelfigur in Giuseppe Persianis einziger erfolgreicher Oper Ines de Castro, neben dem berühmten Tenor Gilbert Louis Duprez – ein Erfolg, den sie im folgenden Sommer am Teatro del Giglio in Lucca wiederholte. Noch in Neapel hatte sie einen Unfall mit ihrer Kutsche und musste ihre Auftritte mit ausgerenktem und verbundenem Arm absolvieren.
Im Frühling 1835 bereiteten ihr in Venedig begeisterte Menschenmassen einen derart triumphalen Empfang, dass die Sängerin es mit der Angst zu tun bekam und versuchte in den Markusdom zu flüchten. Während ihres Engagements in der Lagunenstadt sang die Malibran am Teatro La Fenice Rossinis Desdemona und Bellinis Norma, und wurde „nach dem ersten Akt siebzehn Mal und vierzehn Mal nach dem zweiten“ vor den Vorhang gerufen. Obwohl sie mittlerweile im Normalfall astronomische Gagen verlangte, rettete sie mit einer Benefizaufführung von La sonnambula am 8. April 1835 das kleine venezianische Teatro Emeronitio vor dem finanziellen Ruin; das Theater nannte sich von da an ihr zu Ehren Teatro Malibran.

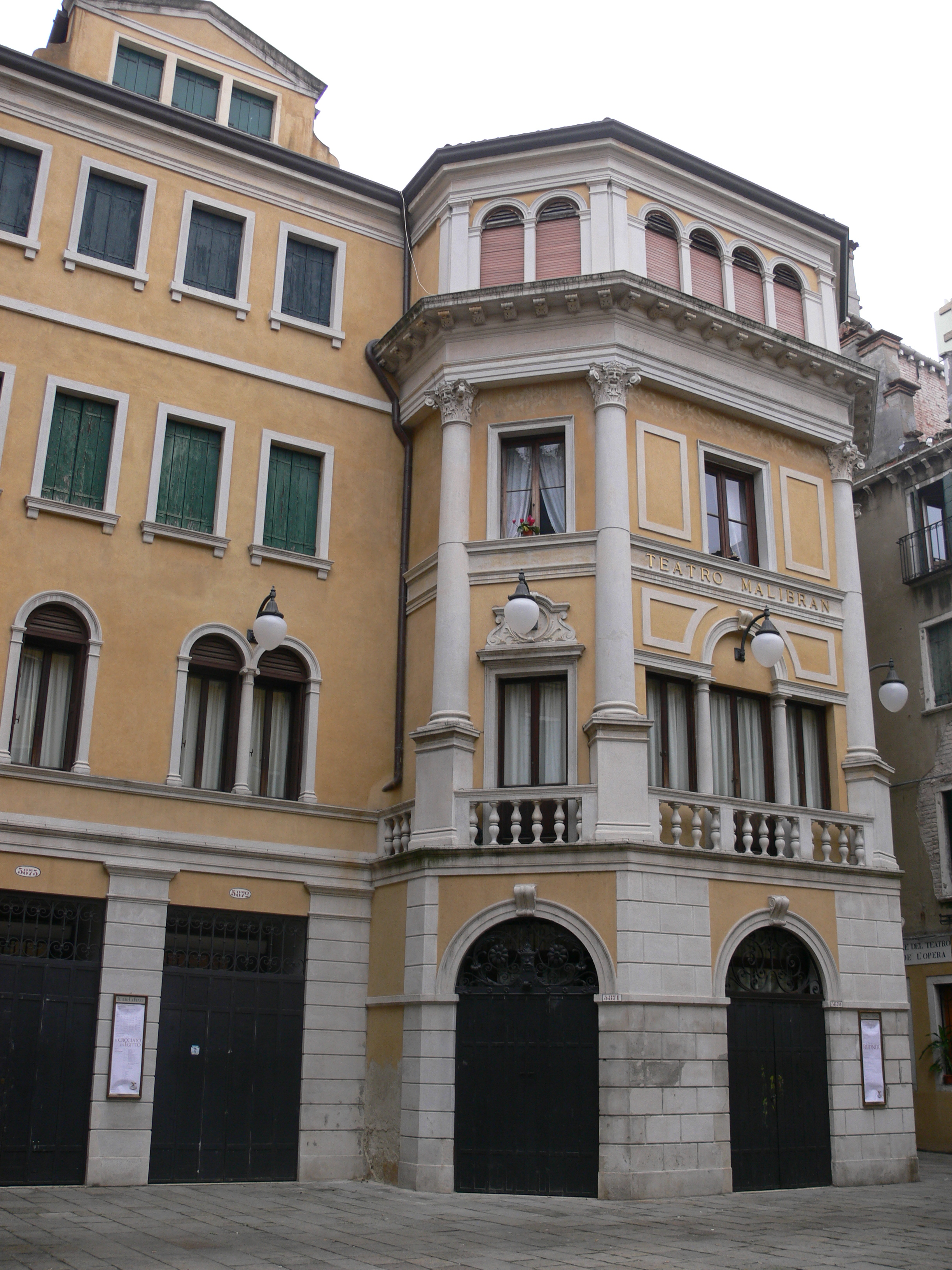
Das Teatro Malibran in Venedig

Im Mai 1835 gastierte sie wieder in London und sang in Covent Garden in La sonnambula sowie die Leonore in Beethovens Fidelio auf Englisch.
Doch das rastlose Leben, die anstrengenden, langen Reisen in der unbequemen Kutsche, die vielen Auftritte und schwierigen, oft dramatischen Rollen, und noch dazu eine Art von grenzenloser Vergnügungssucht, forderten auch ihren Tribut: Um die Gesundheit der Sängerin stand es oft nicht zum Besten, sie war immer häufiger indisponiert – sang aber, nicht nur um Verträge einzuhalten und aus finanziellen Gründen, sondern auch in den Salons und bei privaten Feten, oft trotzdem – und Ohnmachten sollen „an der Tagesordnung“ gewesen sein.
Zurück an der Mailänder Scala löste sie im Herbst 1835 in einer Aufführung der Norma beim Publikum frenetische Begeisterungsstürme aus, die in einen Tumult ausarteten und nur durch Einschreiten der Polizei in den Griff zu bekommen waren. Auf Malibrans eigenen Wunsch setzte die Scala zum Jahreswechsel 1835–1836 Gaetano Donizettis Maria Stuarda aufs Programm – eine Oper, die zuvor in Neapel Probleme mit der Zensur gehabt hatte. Donizetti passte die ursprünglich für einen Sopran bestimmte Titelpartie extra an Malibrans Stimme an, doch kam es bereits bei der Premiere am 30. Dezember 1835 zu einem Skandal, weil die – im Übrigen indisponierte – Malibran sich über die Mailänder Zensur hinwegsetzte und einige „kritische“ Textstellen im Originallaut sang; da sie das auch in den folgenden Aufführungen tat, wurde die Oper nach nur sechs Aufführungen abgesetzt und auch in Mailand verboten. Der allgemeinen Popularität der Sängerin tat dies keinen Abbruch, sie sang weiterhin an der Scala, unter anderem in der für sie komponierten Titelrolle der Giovanna Gray von Vaccai (UA am 23. Februar 1836).

### Lebensende
Die Malibran war nun nicht nur auf dem Höhepunkt ihrer Karriere, sondern ihre erste Ehe wurde endlich offiziell annulliert und sie konnte am 29. März 1836 in Paris ihren langjährigen Geliebten Charles-Auguste de Bériot heiraten. In der Folge gaben sie in Brüssel einige gemeinsame Konzerte.
Im späten Frühling und Sommer 1836 hatte sie wieder ein Engagement in London für Opernaufführungen in Englisch; unter anderem sang sie ab Ende Mai 1836 am Drury Lane die Isolina in der Uraufführung von Michael William Balfes The Maid of Artois.
Doch ein tragischer Unfall veränderte Alles: Am 5. Juli 1836 ging sie im Londoner Hyde Park zusammen mit Lord William Lennox Reiten, stürzte von ihrem Pferd und schlug dabei (laut Merlin) mit dem Kopf auf den Boden. Obwohl sie in der folgenden Zeit über Anfälle von Kopfschmerzen und nervöse Krisen klagte, ging sie weiterhin ihrer Karriere nach: Sie gab mit ihrem Ehemann in Lüttich und Aachen Konzerte, und trat im August in Aachen wohl zum letzten Mal (und zum einzigen Mal in Deutschland) in ihrer Glanzrolle der Amina in La sonnambula auf, bevor sie nach Brüssel zurückkehrte.
Im September reiste Maria Malibran zum Festival von Manchester, wo sich ihr Gesundheitszustand rapide verschlechterte: Sie litt wiederholt an Schüttelfrost und Kopfschmerzen, wurde auch mehrmals ohnmächtig und hatte nervöse Anfälle. Trotzdem ging sie weiterhin ihren Konzertverpflichtungen nach – unter anderem sang sie dabei Arien von Händel und Pergolesi sowie ein Duett von (Benedetto ?) Marcello zusammen mit der jungen Clara Novello. Am 14. September, kurz nach einem Duett aus Saverio Mercadantes Oper Andronico, das sie zusammen mit Rosalbina Carradori-Allan gesungen und dann – obwohl bereits völlig entkräftet – sogar auf Wunsch des Publikums wiederholt hatte, brach sie zusammen. Noch hinter den Kulissen wurde sie von herbeigerufenen Ärzten zur Ader gelassen; zu dieser Zeit war sie schwanger.

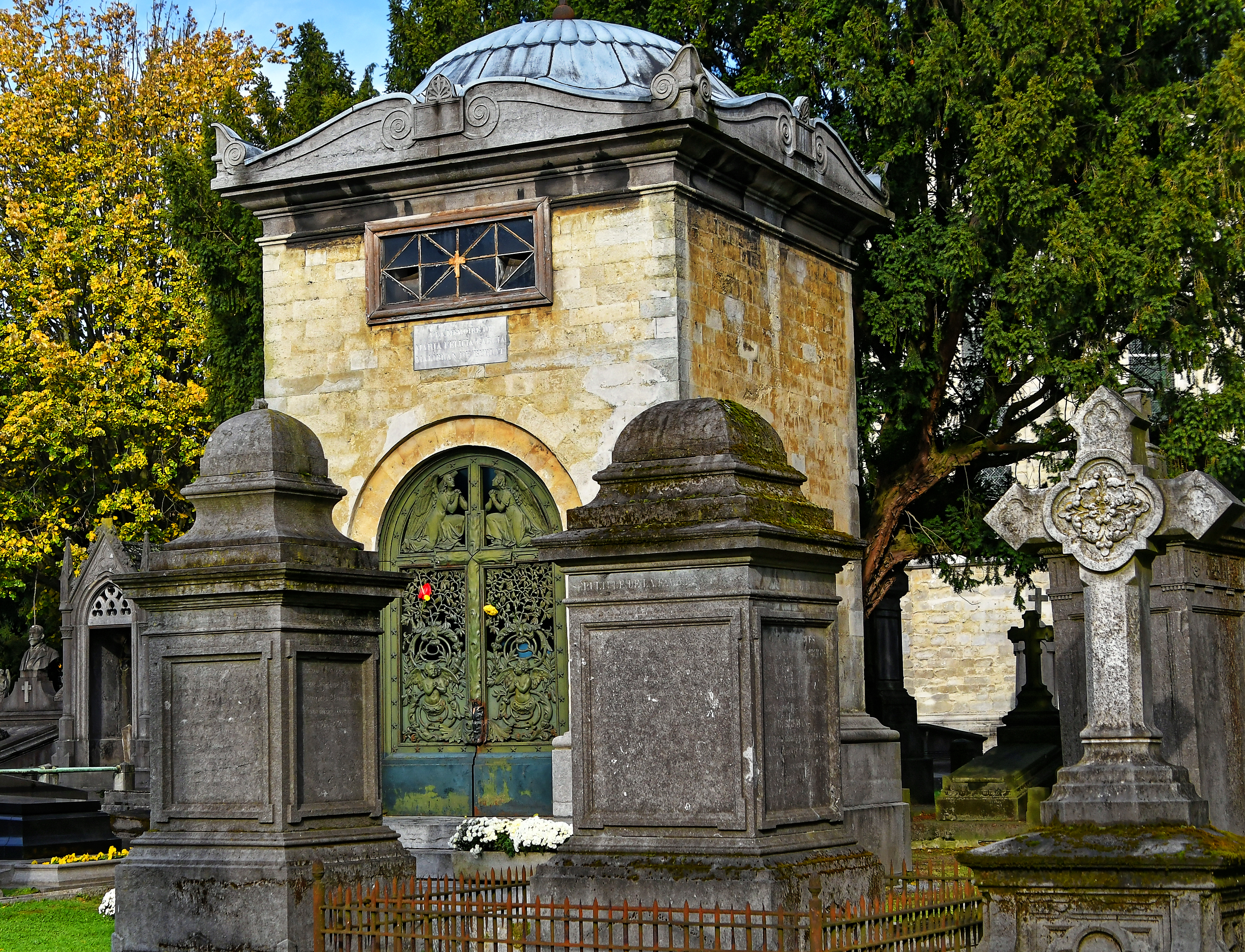
Mausoleum Maria Malibrans von Guillaume Geefs auf dem Friedhof Laeken, Brüssel

In ihren letzten Tagen wurde sie außer von ihrem Mann und ihrem Vertrauensarzt, dem Homöopathen Dr. Belluomini, auch von Mary Sabilla Novello, der Mutter Clara Novellos, betreut, die darüber einen ausführlichen Bericht hinterließ. Maria Malibran starb am 23. September im Mosley Arms Hotel in Manchester. Ihr Mann Bériot gab noch Anweisungen für ein einfaches Begräbnis und untersagte eine Obduktion und reiste dann, aufgrund von Konzertverpflichtungen, kurz nach ihrem Tode zusammen mit Dr. Belluomini ab.

Trotz Beriots Instruktionen entschied das Festival-Komitee, die sterblichen Überreste der Maria Malibran am 1. Oktober 1836 in einem feierlichen öffentlichen Begräbnis bestatten zu lassen. Als sie zu Grabe getragen wurde, säumten Tausende Menschen die Straßen von Manchester. Auf Wunsch ihrer Familie und ihres Mannes wurde der Sarg jedoch bereits am 20. Dezember exhumiert und nach Brüssel überführt, wo sie ihre letzte Ruhestätte am 5. Januar 1837 auf dem Friedhof Laken neben der Kirche Notre-Dame de Laeken fand. Auf der Marmorplatte ihrer Grabstelle steht: „Schönheit, Genie und Liebe waren die Namen dieser Frau.“
Maria Malibran war nicht nur eine außergewöhnliche Sängerin, sie komponierte auch, vor allem Lieder und Duette für den eigenen Gebrauch. 1830 wurde eine Sammlung Pensées de Malibran, mit 10 Liedern und 4 Duetten veröffentlicht. Sie spielte hervorragend Klavier, auch ein wenig Harfe, malte, zeichnete, stickte und schneiderte teilweise ihre Kostüme selbst. Ihre Briefe gelten als (literarische) Kunstwerke, die von einer sehr originellen Ausdrucksweise, Esprit und einem scharfen Verstand geprägt sind. Es ist außerdem überliefert, dass sie sehr großzügig war und mehrfach arme Musiker und Musikerinnen finanziell unterstützte.

## Stimme und Kunst
Maria Malibran gilt als eine der bedeutendsten Sängerinnen der Musikgeschichte, zweifellos war sie etwas ganz Besonderes. Von Zeitgenossen und späteren Autoren (die sie nie gehört haben) wurde sie meistens mit Superlativen beschrieben: Man nannte sie „der personificirte Gesang“ (1836), für François-Joseph Fétis (1840) war sie „die erstaunlichste Sängerin ihres Zeitalters“, Francesco Regli (1860) beschrieb sie als „Sängerin von Seele und Genie, von einer unvergleichlichen Intelligenz, absolute Beherrscherin ihrer Kunst, ein Phänomen“. Man bewunderte ihre „sublime Tiefe des Ausdrucks“, und ihr großes Ausdrucksspektrum, das vom Tragischen bis zum „Burlesken“ reichte, „in der Einfachheit, Eleganz, Zartheit und im Pathetischen, – in der Großartigkeit, im Majestätischen und Sublimen unbezähmbarer Leidenschaften … einzig und unerreicht“ gewesen sei und „stets in Begeisterung und Entzücken“ versetzte.

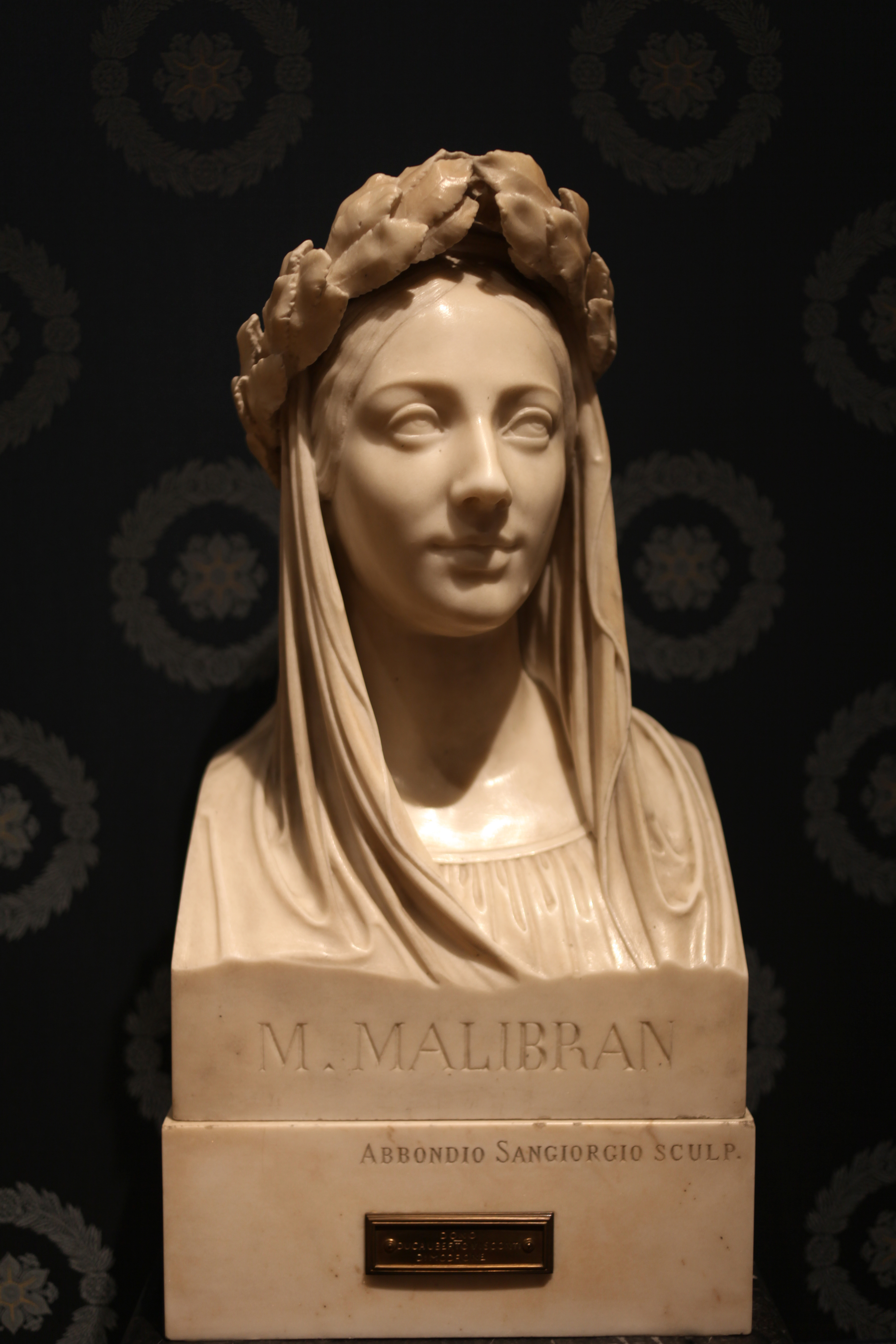
Maria Malibran, Büste von Abbondio Sangiorgio, Museo del Teatro alla Scala

Laut Chorley (1862) sei es vom ersten Moment, als sie 1825 die Bühne betrat, klar gewesen, dass man mit der Malibran nicht nur irgendeine gute Sängerin vor sich hatte, sondern „eine neue Künstlerin, so originell wie außergewöhnlich, … – eine von der Natur glücklich beschenkte, nicht bloß mit physischen Kräften, sondern auch mit jenem einfallsreichen, energischen, blitzschnellen Genie, vor dem sich Hindernisse in Nichts auflösen, und mit dessen Hilfe die schärfsten Widersprüche versöhnt werden können.“
Rossini, der sie schon als Kind kannte, nannte die Malibran Jahrzehnte später „ein wunderbares Geschöpf“, das „alle ihre Konkurrentinnen durch ihre wirklich überwältigende musikalische Begabung“ übertraf, und er schwärmte von „ihrer geistigen Überlegenheit, ihr(em) breitgefächerten Wissen“, und ihrem „rasanten Temperament, von dem man sich nicht die geringste Vorstellung machen kann“.
Maria Malibrans Stimme war nach moderner Ansicht ein Mezzosopran von ungewöhnlich großem Umfang, manche ihrer Zeitgenossen bezeichneten sie als einen „contralto e soprano“ (italienisch) oder „sopran-e-contralto“ (französisch), das heißt eine Stimme die nicht nur ein Mezzosopran im Sinne einer mittleren Stimmlage war, sondern die vollständig die beiden Stimmlagen von Sopran und Alt in sich vereint. Ihre Stimme umfasste mehr als zweieinhalb oder sogar drei Oktaven, mindestens vom tiefen g bis c’’’ in der Höhe – in einer von ihr und für sich selbst (als Adina) komponierten Ersatzarie für Donizettis Oper L’elisir d’amore steigt sie sogar hinab bis zum tiefen e. Manche Autoren beschrieben die Stimme als „samtig, dunkel und pastos“ und bezeichneten sie passend dazu auch nur als contralto. Modernere Autoren sehen in ihr manchmal – nicht ganz korrekt – einen „soprano sfogato“.
Malibrans Stimme soll „reicher, mächtiger und umfangreicher als irgendeine andere“ gewesen sein, andererseits nach Chorley jedoch „von Natur aus nicht von bester Qualität“ („not naturally a voice of first-rate quality“); auch Fétis (1840) schrieb: „Mme Malibrans Stimme war nicht eigentlich schön; man bemerkte sogar ziemlich große Mängel, besonders in den Tönen der Mittellage, die dumpf und unregelmäßig waren“
Diese „Schwäche“ ihrer Stimme etwa zwischen f’ und f’’ verstand die Malibran allerdings „kühn und unvergleichlich“ durch ihre Gesangskunst, durch dynamische Schattierungen und auserwählte Verzierungen zu kaschieren, wie überhaupt die damals für einen überragenden Interpreten noch unerlässliche improvisierte Verzierungskunst eine ihrer größten Stärken war, zumal sie ja auch kompositorisch begabt war und viel Fantasie besaß. Dabei wurde hervorgehoben, dass die Malibran in der Lage war, eine Melodie zu variieren, „ohne von dem Charakter derselben oder vom Styl des Componisten überhaupt abzuweichen“.

„Ihre höchsten und tiefsten Töne wurden ständig im Kontrast miteinander verwendet, was auch immer für eine Arie es gewesen sein mag – ob die Bravourarie aus Inez di Castro oder Haydns „With verdure clad“. Auf der Bühne machten ihre Höhenflüge und Ausbrüche eine elektrisierende Wirkung. Da war viel von ihrer rastlosen und leidenschaftlichen südländischen Natur in ihnen – und ebenso viel von musikalischem Einfallsreichtum und Geschicklichkeit, die keinen Meister brauchte, der ihre Kadenzen vorgab oder maßregelte; aber es gab auch etwas von einem instinktiven Bestreben ihrerseits, den Teil ihrer Stimme, dem es am wenigsten angemessen gewesen wäre, möglichst wenig zur Schau zustellen.“

Bezüglich ihrer Verzierungskunst und ihrer Ausdruckskraft auf der Opernbühne bemerkte Fétis:

„In der Wahl der Ornamente ihres Gesangs gab es immer Kühnheit, oft Glück, manchmal schlechten Geschmack: nicht dass ihr eigener (Geschmack; A. d. V.) nicht rein gewesen wäre; aber im Wunsch nach populären Erfolgen machte sie, um einem ignoranten Publikum zu gefallen, oft das, was sie innerlich eigentlich ablehnte. … Um das Ausmaß des Talents dieser außergewöhnlichen Frau zu verstehen, musste man sie auf der Bühne hören. Dort blühte ihre Phantasie auf; die glücklichsten Improvisationen kamen in Scharen; ihre Kühnheiten waren unerhört, und niemand konnte sich dem Sog ihres ausdrucksstarken und pathetischen Gesangs entziehen. Im Konzert gingen einige dieser Vorteile verloren.“

Die meisten Rossinipartien in Malibrans Repertoire (Tancredi, Cenerentola, Rosina (Barbiere) und Arsace (Semiramide)) waren schon im Original für einen Mezzosopran oder sogar für Alt komponiert, auch Bellinis Romeo (I Capuleti e i Montecchi) ist eine Mezzosopran-Rolle.

Ihre improvisatorischen und kompositorischen Fähigkeiten erleichterten es ihr jedoch, Rollen oder Passagen, die stimmlich eigentlich ungünstig für sie lagen, ihrer eigenen Tessitura anzupassen, was beispielsweise für ihre Interpretation der Leonore in Fidelio belegt ist, oder auch durch die oben erwähnte von ihr komponierte Ersatzarie Prendi per me sei libera für Donizettis L’elisir d’amore – ein Stück, das eine wesentlich tiefere Tessitura verlangt als die für Sopran komponierte Originalarie und die übrige Partie der Adina. Die Malibran machte teilweise ausgiebig von der Praxis solcher Einlagearien Gebrauch, beispielsweise wenn sie in Bellinis I Capuleti e i Montecchi die Aria finale aus Vaccais Giulietta e Romeo sang, oder wenn sie das spanische Lied „Yo que soy contrabandista“ ihres Vaters und manchmal anscheinend auch eigene Romanzen als Einlage im Barbier von Sevilla zum Besten gab. Schon zu einer ihrer ersten Rollen, Felicia in Meyerbeers Crociato (London, 1825), hatte ihr Vater mehrere zusätzliche Arien für sie komponiert, um ihre Stimme und Qualitäten möglichst vorteilhaft zur Geltung zu bringen.

Entsprechende Anpassungen an die Stimme eines Sängers galten zu ihrer Zeit als etwas Normales, das keineswegs mit einem heutigen Verständnis von „Werktreue“ in Konflikt stand, zumal die Malibran offenbar sehr geschickt darin war. In wenigen Fällen überarbeitete ein Komponist selber eine schon fertige Oper für die Sängerin, indem er die gesamte entsprechende Partie tiefer legte – dies gilt für die von Malibran in Mailand gesungene Zweitversion von Donizettis Maria Stuarda (1835, siehe oben) und für eine von Bellini für sie erstellte Zweitversion von I puritani für Neapel (1834–35), die jedoch nicht aufgeführt wurde.

In diesem Zusammenhang ist anzumerken, dass die wiederholten Indispositionen der Malibran und mehrfache Erwähnungen von „ungleichmäßigen“ stimmlichen Leistungen wahrscheinlich nicht nur auf ihren allgemein frenetischen Lebensrhythmus zurückzuführen waren. Sie könnten auch mit einer Überforderung der Stimme zu tun haben, unter anderem durch das häufige Singen von Partien, die eigentlich für eine höhere Stimme komponiert waren, wie Adina (L’elisir d’amore), die Titelrolle in Semiramide, und vor allem Amina (La sonnambula) und Norma. Eindeutig für Malibrans Stimme komponierte Partien oder Arien (siehe unten) verwenden zwar einen großen Umfang, der bis in den Sopranbereich hineinreicht, aber eindeutig mit einem tieferen Fokus als die beiden zuletzt genannten Rollen.
Es gab auch etwas kritischere Einschätzungen der Malibran ausgerechnet von musikalischen Fachleuten: So vertraute Giacomo Meyerbeer seiner Frau an, er würde lieber eine Partie für Caroline Unger komponieren „als für die extravagante Malibran“; und Giuseppe Verdi, der die Malibran in seiner Jugend erlebt hatte, erinnerte sich Jahrzehnte später: „…Und die Malibran? Eine ganz Große, aber nicht immer gleichmäßig! Manchmal sublim und manchmal geschmacklos! Ihr Gesangsstil war nicht ganz rein, ihr Spiel nicht immer einwandfrei, die Stimme in der Höhe schrill?! … Trotz alledem, eine große, wunderbare Künstlerin. Aber die Patti ist vollkommener.“

## Bildergalerie

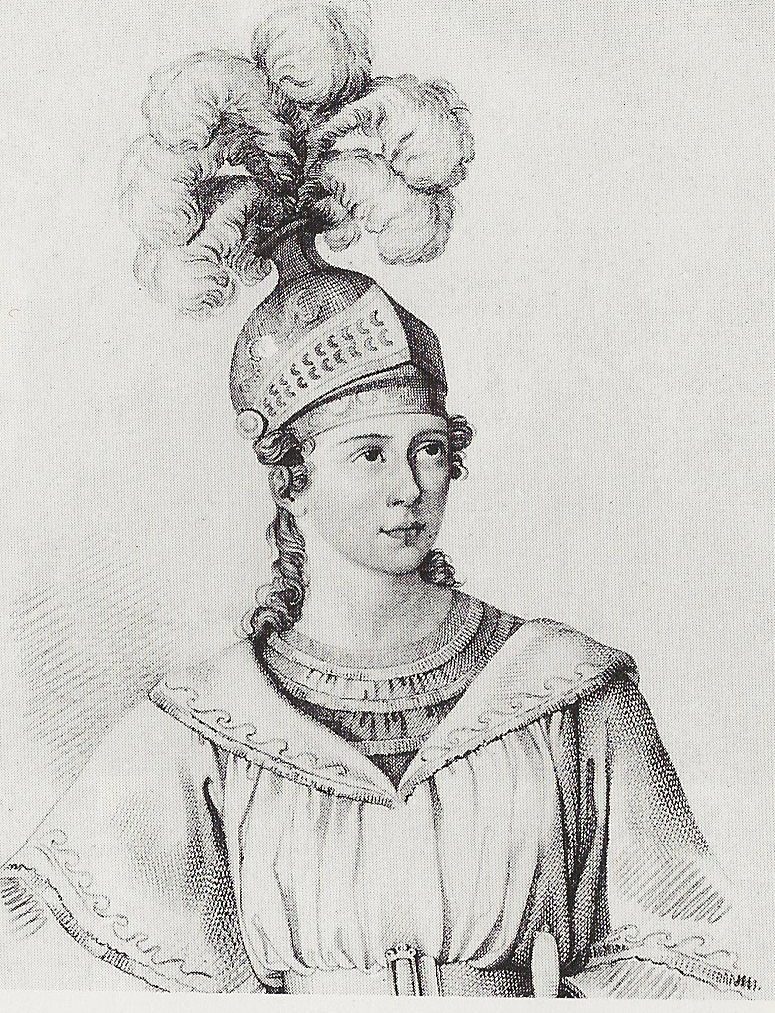
Maria Malibran als Romeo, 1832 (?)
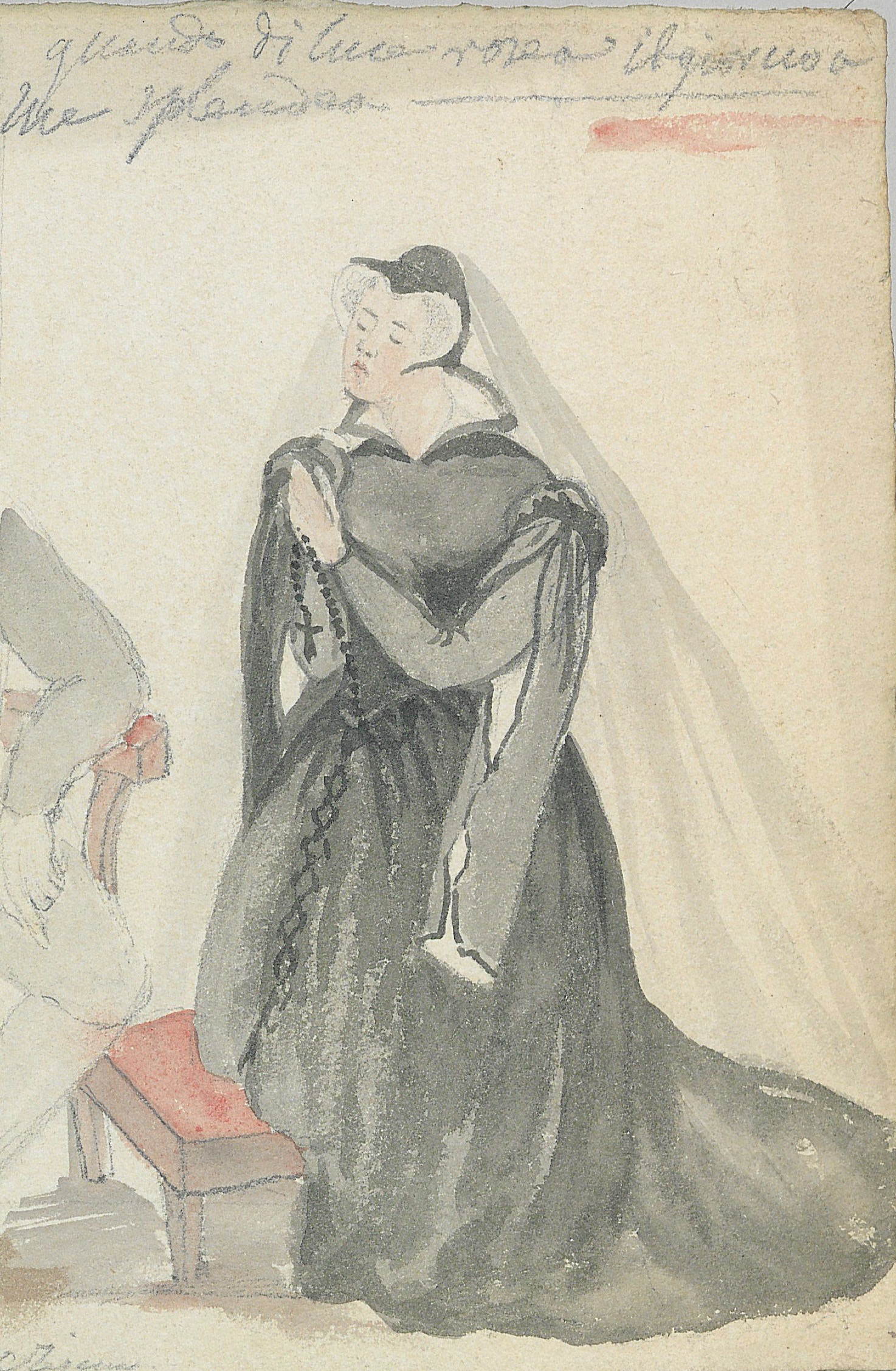
Kostümskizze für Maria Malibran als Maria Stuarda
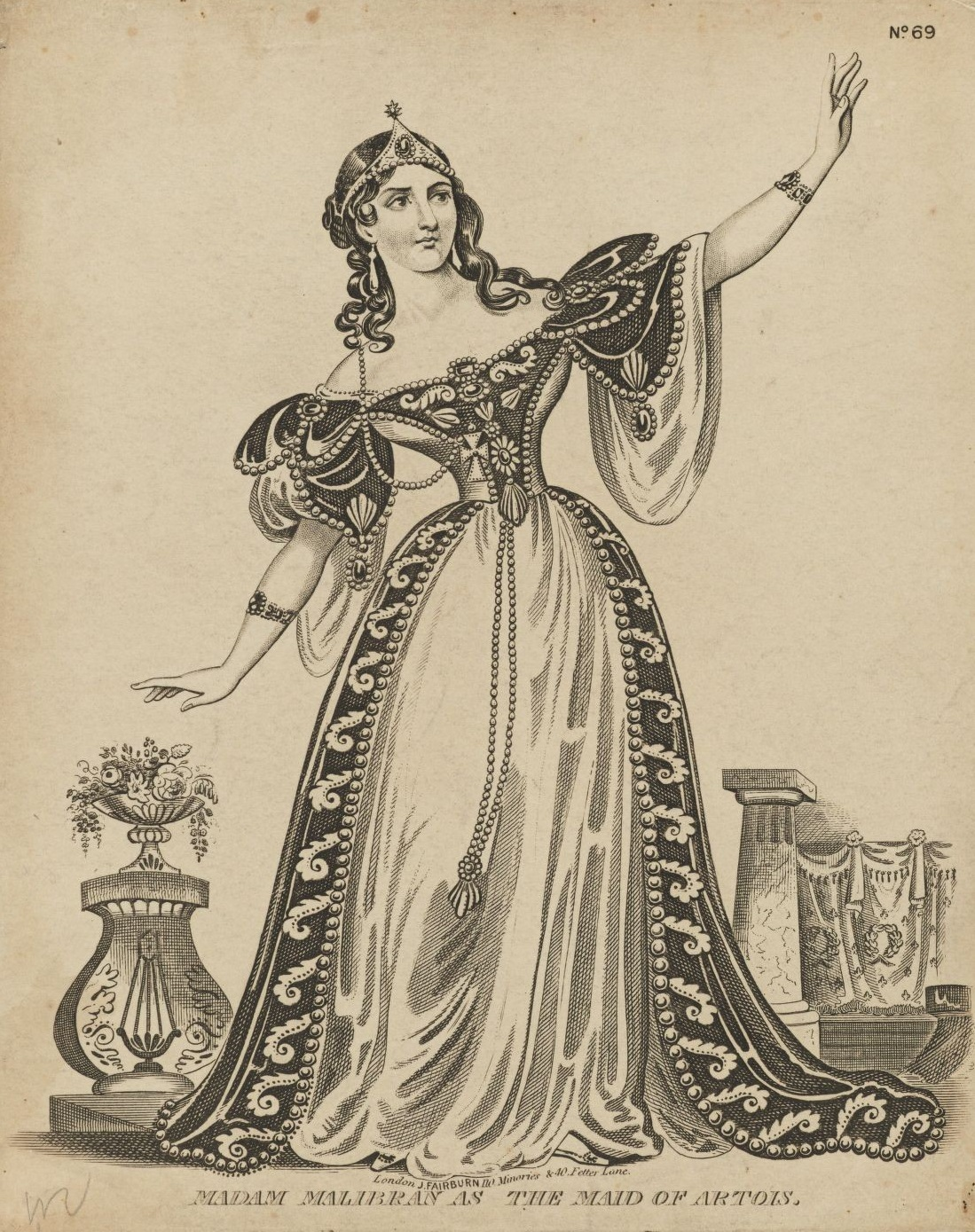
Maria Malibran in Balfes The Maid of Artois, 1836

## Rollen für Maria Malibran
Es werden nur Partien aufgeführt, die direkt für Malibrans Stimme komponiert wurden und die sie in der Uraufführung (= „UA“) gesungen hat. Ihre eigentlichen Glanzrollen waren andere und werden oben im Text genannt. Soweit bekannt werden hier auch die interessantesten Bühnenpartner erwähnt. Da Uraufführungen neuer italienischer Opern, die ihr hauptsächliches Repertoire ausmachten, in erster Linie in Italien selber stattfanden, ihre Karriere vor 1832 jedoch anderswo verlief, wurden relativ wenige neue Rollen für sie komponiert.
- Rosalia in L’amante astuto von Manuel Garcia – UA: 17. Dezember 1825, Park Theatre, New York; mit Manuel Garcia sen., Maria Joaquina Siches Briones und Manuel García jun.[82]
- Semiramis in La figlia dell’aria von Manuel Garcia – UA: 25. April 1826, Park Theatre, New York; mit Manuel Garcia sen., Maria Joaquina Siches Briones und Manuel García jun.[83]
- Titelrolle in Clari von Fromental Halévy – UA: 9. Dezember 1828, Théâtre-Italien, Paris[84][13]
- Titelrolle in Irene, ossia L’assedio di Messina von Giovanni Pacini – UA: 30. November 1833; Teatro San Carlo, Neapel; mit Giovanni David, Domenico Reina, Luigi Lablache u. a.[85]
- Adelia in La figlia dell’arciere von Carlo Coccia – UA: 19. Januar 1834, Teatro San Carlo, Neapel; mit Luigi Lablache u. a.[86]
- Titelrolle in Amelia, ossia Otto anni di costanza von Lauro Rossi – UA: 31. Dezember 1834, Teatro San Carlo, Neapel; mit Francesco Pedrazzi u. a.[87]
- Titelrolle in Ines de Castro von Giuseppe Persiani – UA: 27. Januar 1835, Teatro San Carlo, Neapel; mit Gilbert Louis Duprez u. a.[28]
- Titelrolle in Maria Stuarda (2. „Malibran“-Fassung) von Gaetano Donizetti – UA: 30. Dezember 1835, Teatro alla Scala, Mailand; mit Giacinta Puzzi Toso, Ignazio Marini, Domenico Reina u. a.[88]
- Titelrolle in Giovanna Gray von Nicola Vaccai – UA: 23. Februar 1836, Teatro alla Scala, Mailand; mit Ignazio Marini, Domenico Reina u. a.[89]
- Isolina in The Maid of Artois von Michael William Balfe – UA: Mai 1836, Drury Lane Theatre, London[13][35]

Hinzu kommen einzelne für Malibran komponierte Arien, die sie entweder im Konzert oder als Ersatzarie in eine Oper einschob (die Auflistung erhebt keinen Anspruch auf Vollständigkeit).
- Johann Nepomuk Hummel: Air à la tirolienne avec variations (Konzertarie)
- Giovanni Pacini: Dopo tante e tante pene, Einlegearie für Rossinis Tancredi
- Felix Mendelssohn Bartholdy: Infelice (Konzertarie, nie von Malibran aufgeführt)

## Rezeption
Maria Malibran war bereits zu Lebzeiten der Inbegriff der romantischen Künstlerin. Spätestens nach ihrem tragischen, unerwartet frühen Tod wurde sie zu einer romantisch verklärten Legende. Kurz nach ihrem Tod schrieb Alfred de Musset über sie seine Stances à la Malibran (1836) und es erschienen mehrere Biographien von Isaac Nathan (auch in deutscher Übersetzung), J. Thompson und Gaetano Barbieri. Zwei Jahre nach ihrem Tod 1838 wurde in Brüssel eine ausführliche zweibändige, romanhaft angereicherte Biographie veröffentlicht, Madame Malibran der Comtesse de Merlin, in der die Sängerin teilweise schwärmerisch überhöht erscheint; dieses Buch wurde auch ins Englische übertragen, der Wahrheitsgehalt der darin mitgeteilten zahlreichen pittoresken Anekdoten ist nicht überprüfbar und bis zu einem gewissen Grade wahrscheinlich zweifelhaft. Neben diversen Fachartikeln oder Buchkapiteln von Gesangs- und Opernspezialisten wie François-Joseph Fétis, Henry F. Chorley, George T. Ferris, Francesco Regli u. a., erschienen bis zum heutigen Tage (Februar 2025) regelmäßig Biographien über die Sängerin.
Mitte des 20. Jahrhunderts wurde Maria Callas oft mit Maria Malibran ebenso wie mit Giuditta Pasta als frühen legendären Interpretinnen vor allem von Bellinis Norma und La sonnambula verglichen, wie überhaupt das Interesse an diesem Repertoire während der Belcanto-Renaissance auch die Erinnerung an diese beiden Sängerinnen wachhielt.
Erneut in den Blickpunkt rückte die Malibran – und insbesondere die Tatsache, dass sie kein Sopran, sondern eine „Primadonna Mezzosoprano“ war – durch Cecilia Bartoli, die dieser großen Sängerin, ihrem Vorbild, eine CD widmete: Maria (Decca 2007); eine Wanderausstellung mit Exponaten von und über La Malibran in einem modernen Sattelzug begleitete Bartolis Tournee in acht europäischen Ländern in den Jahren 2007 und 2008.
In einer feministisch beeinflussten Richtung der Musikgeschichte wird die Malibran im späten 20. und frühen 21. Jahrhundert als Vorläuferin der weiblichen Emanzipation, als „Diva“, ja als „moderne“ Frau gefeiert.
Mehrere Filme wurden über die Malibran gedreht, namentlich Guido Brignones Maria Malibran (1943) mit Maria Cebotari, und La Malibran (1944) von Sacha Guitry mit Géori Boué; dabei fällt auf, dass in beiden Filmen die Malibran durch Soprane dargestellt wurde, also eine verfälschte Sicht auf ihre Stimmlage – das gilt besonders für Boué, die ein typisch französischer hoher Sopran mit hellem Timbre war. Der deutsche Filmemacher Werner Schroeter drehte 1971 einen Fernsehfilm über ihr Leben mit dem Titel Der Tod der María Malibran.

## Kompositionen
- Prendi, per me sei libero, Einlege-Arie (Adina) für L’elisir d’amore von Gaetano Donizetti[99]
- Variazioni di bravura

Lieder, Canzonetten, Duette:
- Spread Thy Light Wings
- La visita della morte
- Il Silfo
- Il mattino
- La Morte
- Il gondoliere
- Il ritrovo
- Addio a Nice[100]
- Adieu à Laure
- Au bord de la mer
- La Bayadère
- Belle, viens à moi
- Les Brigands, Troupenas
- L’Écossais
- Enfants, ramez
- En soupirant
- La Fiancée du brigand
- Hymne des matelots, Troupenas
- L’Indifférence
- Je fus heureux avant de te connaître
- J’étais sur la rive fleurie
- Lèvetoi, jeune enfant
- Le Lutin
- Le Ménestrel
- Le Montagnard
- Le Moribond
- Le Message
- Les noces de Maria
- La page de la dame du Châtel
- La Pensée
- Prière à la Madonne
- Le Prisonnier
- Rataplan
- La Résignation
- Le Retour de la Tyrolienne
- Le Réveil d’un beau jour
- La Tarentelle
- La Voix qui dit: Je t’aime

## Notenausgabe
- Maria Malibran: Album lyrique and Dernières pensées. Da Capo Press, New York 1984.